# Javier Corrochano
Francisco Javier Corrochano Moreno (n. 1950) es un catedrático de instituto y político español del Partido Socialista Obrero Español (PSOE). Diputado de la ii legislatura de las Cortes de Castilla-La Mancha, ejerció los cargos de alcalde de Talavera de la Reina entre 1990 y 1992 y de subdelegado del Gobierno en la provincia de Toledo entre 2004 y 2012.

## Biografía
Nacido el 23 de septiembre de 1950 en Talavera de la Reina (provincia de Toledo), se licenció en Filosofía y letras en la Universidad Autónoma de Madrid (UAM), obteniendo posteriormente plaza de catedrático de instituto en Talavera de la Reina.
Militante del Partido Socialista Obrero Español (PSOE) desde 1983, fue candidato a concejal del Ayuntamiento de Talavera de la Reina y candidato a diputado en las Cortes regionales por Toledo en 1987; resultó escogido para los dos cargos.
Accedió a la alcaldía de Talavera de la Reina como consecuencia de una investidura el 15 de febrero de 1990 tras una moción de censura que desalojó del cargo a Luis Antonio Gónzalez Madrid, del Centro Democrático y Social (CDS), que gobernaba un inestable tripartito formado por Alianza Popular (AP), CDS y el Partido Comunista de España (PCE). Cabeza de lista de nuevo por el PSOE en las elecciones municipales de 1991, revalidó la alcaldía con una nueva investidura el 14 de junio de 1991. Cesó como alcalde el 6 de julio de 1992, dando paso a Isidro Flores.
Ejerció de subdelegado del Gobierno de España en la provincia de Toledo entre 2004 y 2012. Después de su cese como subdelegado del gobierno se reincorporó a su plaza de catedrático de instituto, para jubilarse posteriormente.
En 2015 volvió a encabezar la lista del PSOE para las elecciones municipales en Talavera de la Reina.